# JR西日本415系電車
JR西日本415系電車（JRにしにほん415けいでんしゃ）は、西日本旅客鉄道（JR西日本）が113系より改造した交直流近郊形電車である。
日本国有鉄道から東日本旅客鉄道（JR東日本）、九州旅客鉄道（JR九州）に引き継がれた415系と同じCS12G主制御器・MT54主電動機・4.82の歯車比を持つため同系を称するが、全く系譜を異にするため別項にて記す。

## 概要
1991年（平成3年）、七尾線が大阪・名古屋からの特急電車の直通運転によるスピードアップと、普通列車の電車化・フリークエンシー向上のため電化されることになった。同線は地方交通線で、駅跨線橋や跨線道路橋などは車両の屋根と橋の間隔が狭い低空頭区間が多く、交流電化では絶縁破壊の問題があることから直流電化に決まった。そのため、すでに交流電化されていた北陸本線（現：IRいしかわ鉄道線）金沢駅 - 津幡駅間へ直通運転を行うことから、普通列車用の交直流電車が必要となった。
これに対し、JR西日本ではコスト削減の観点から、特急「北近畿」充当用の福知山運転所（現：福知山電車区）配置の485系が直流区間のみの運用であったことから、同車から交流機器を撤去して183系化する一方で、ここで余剰となった交流機器を113系に搭載することを計画。その結果、113系から415系への編入改造が3連×11本の33両に実施された。115系1000番台の3両編成も種車の候補に挙がったが、捻出できないことから113系が改造対象になった。当時のJR西日本では221系の導入で113系4両編成を捻出しており、阪和線の4両編成と福知山線の2両編成を組み換えることで、415系の改造投入と福知山線向け113系の3両編成化を同時に図ることとなった。
形式は性能的に同等である415系を使用し、番台区分は東日本・九州車と重複しない800番台となった。

## 改造内容
福知山運転所ならびに向日町運転所（現：吹田総合車両所京都支所）に配置されていた800番台12両（クモハ113形11両、モハ112形1両）、網干電車区（現：網干総合車両所）ならびに日根野電車区（現・吹田総合車両所日根野支所）に配置されていた0番台21両（クハ111形11両、モハ112形10両、全て試作冷房車および量産試作冷房車）、合計33両が改造対象となった。改造は1990年から1991年にかけて吹田・鷹取・松任の各工場で実施されている。
主な改造内容は以下の通り。
- 主変圧器などの交流機器を搭載するモハ414形は、車体下面の台枠強化と屋根上パンタグラフ搭載部低屋根化[注 3]、パンタグラフ搭載位置を100 mm車端寄りに移動[注 4]、PS16H型パンタグラフへの換装、交直切替器ならび交流遮断器などの屋根上機器設置、容量20 kVA MGならびCPの撤去[6]、交直転換器・主変圧器・主整流器などの交流機器の床下艤装を施工。
- クハ415形に脈流対策としてMG・CP用リアクトルの追加取付[6]。
- 車体外板は塗装の全面剥離と鋼板張替のほか、ポリウレタン樹脂塗屋根化および雨樋のFRP化[7]などの延命NB工事を実施[8]。
- 非冷房車（クモハ415-801・802、モハ414-801）は冷房化も同時施工[6]。制御電動車は分散式WAU102、中間電動車は集中式AU75で、扇風機も併設[6]。冷房車にはAU75形集中式冷房装置を車体後位寄りに搭載する試作改造車が含まれており当該車はそのままの状態で改造された。
- 車体塗装は、車両腰部寄り下は能登の豊かな大地をイメージした「アスコットグレー」とし、上半分を先頭車は能登の海をイメージした「バイオレットブルー」、中間車は能登（向田）の火祭りをイメージした「ロイヤルピンク」とした[7]。上下の境は波打ち際とさざ波をイメージした「オイスターホワイト」の帯を配する[7]。
  - ただし、早期落成車の一部はクリームを基調とした福知山色で出場し一時的に福知山線で運用された[9]。
- 急行「能登路」での運用（詳細は後述）を考慮し、客用扉間クロスシートをバケット型へ交換。同時にシートピッチを1,700 mmまで拡大[6]し、客用扉戸袋部の2人掛けロングシートを撤去。車端部分はクハ415形のトイレ前を除いてロングシートに変更。
- 制御車に循環式汚物処理装置を設置[6]。
- グローブ形通風器搭載車は押込形へ変更[6]。
- 種車が113系0番台の場合は客用扉を半自動化ならびに床下機器へのカバー設置など寒冷地化対策を施工[6]。
- 運転室スペースの狭い制御車は乗務員室背面に機器室を設置[6]、車掌台側に仕切り扉も設けた[6]。
- 低圧制御回路用ジャンパ連結器をKE76形2基ならびにKE96形1基に変更。
  - このため413系ならびに457・471・475系[注 5]などと併結運転も可能である。
- 側面行先表示器（方向幕）は準備工事のみで未搭載とした[10]。

また長期使用に伴い以下の工事も施工された。
- クハ415-801に霜取り用パンタグラフを設置[11]。
- 屋根上通風器を撤去[11]。通風機脱落が発生した際への対応として行われた[11]。
- 2000年から半自動扉をボタン操作式へ順次改造[11]。2004年以降は通年で半自動扱いを実施。

- 2010年1月、コスト削減を目的に輪島塗をイメージした赤色一色へ塗装変更されることが報道された[12]。同年2月17日にC07編成が赤色で出場[13]。2012年11月5日に出場したC04編成への施工をもって塗色変更は完了した[14]。
- 末期は老朽化が進んだため、窓を閉塞したり、側面行先表示器を埋めたりするなどの改造があった。また、津幡駅付近にデッドセクションがあるため、通過時は非常灯のみ点灯するが、一部に照明が「白熱灯タイプ」の車両が存在していた。2018年の暮れ頃に「蛍光灯タイプ」が登場し、すべての編成が交換された。

## 形式
クモハ415形
七尾向きの制御電動車で定員は142（座席48）名。種車は全車クモハ113形800番台であるが、種車が非冷房の801・802は本系列化改造と同時にWAU102形集約分散式冷房装置搭載で冷房化施工した。
運転台はクモハ113形改造時に1973年以降製造の乗務員室運転士側面積拡大で乗務員室扉前に下降窓のあるタイプを接合したことから、クハ415形とは窓配置ならびに乗務員室の構造が異なる。
モハ414形
クモハ415形とユニットを組む中間電動車で定員は154（座席56）名。801を除く全車がモハ112形時代にAU75形で冷房化改造を施工済みで、唯一非冷房車であった801も屋根上機器の関係からAU75形集中式冷房装置で冷房化改造が施工された。
クハ415形
金沢向きの制御車でトイレを装備するため定員は138（座席45）名。全車クハ111形時代にAU75形で冷房化改造を施工済。試作冷房改造車を種車としたことで当初から搭載床下搭載される110 kVA MGは制御電源兼用に改造された。CPはクハ111形300番台が種車の場合はそのまま流用されたが、0番台が種車の801は本系列化の際に搭載された。

## 運用
全編成が金沢総合車両所運用検修センターに所属し、七尾線・IRいしかわ鉄道線 金沢 - 津幡 - 七尾間で運用されていた。
2015年にC01・C04編成が413系に置換えられる形で運用離脱。C01編成は2016年3月31日付で廃車され、C04編成は2017年3月31日付で廃車された。
2021年4月1日時点では、3両編成9本27両が金沢総合車両所に配置されていた。2014年3月14日までは朝ラッシュ時に金沢以西（主に松任・美川・小松）に直通していたが、521系の追加投入により、すべて金沢止まりとなった。その後七尾線およびIR線で運用されたが、2020年以降、521系100番台が導入されたことに伴い、本形式は置き換え対象となり、2021年3月13日のダイヤ改正で営業運転を終了した。
営業運転終了後は金沢総合車両所運用検修センターに残ったC06+C09編成を除き松任工場へ回送され留置されていたが、2021年4月22日に運用検修センターに残っていたC06+C09編成が、8月19日に松任工場から運用検修センターへ配給されたC03+C11編成が8月23日に吹田総合車両所へ廃車配給された。2021年4月と8月にこれら4本12両が廃車された。2022年10月7日付でC02・C05編成が廃車された。2023年7月11日付でC10編成が、2023年8月26日付でC07・C08編成が廃車され、800番台は消滅した。

## 編成表
| \| 415系800番台編成表[22] \| 415系800番台編成表[22] \| 415系800番台編成表[22] \| 415系800番台編成表[22] \| 415系800番台編成表[22] \| 415系800番台編成表[22] \| \| ---------------------- \| ---------------------- \| -------------------------- \| ----------------------------- \| ---------------------- \| ---------------------------------- \| \| \| ← 金沢七尾 → \| \| \| \| \| \| 編成番号 \| クハ415 \| モハ414 \| クモハ415 \| 施工・竣工日 \| 現状 \| \| C01 \| 801 \| 801 \| 801 \| 吹田 1990.10.13 \| 2015年以降運用離脱 2016.03.31廃車 \| \| 種車 \| クハ111-52 \| モハ112-801 （モハ112-69） \| クモハ113-804 （モハ113-80） \| 吹田 1990.10.13 \| 2015年以降運用離脱 2016.03.31廃車 \| \| C02 \| 802 \| 802 \| 802 \| 吹田 1991.08.24 \| 2021.3.8に運用離脱 2022.10.7廃車 \| \| 種車 \| クハ111-342 \| モハ112-12 \| クモハ113-808 （モハ113-160） \| 吹田 1991.08.24 \| 2021.3.8に運用離脱 2022.10.7廃車 \| \| C03 \| 803 \| 803 \| 803 \| 吹田 1991.07.29 \| 2020.9.17に運用離脱 2021.8.24廃車 \| \| 種車 \| クハ111-382 \| モハ112-66 \| クモハ113-810 （モハ113-115） \| 吹田 1991.07.29 \| 2020.9.17に運用離脱 2021.8.24廃車 \| \| C04 \| 804 \| 804 \| 804 \| 吹田 1990.12.28 \| 2015年以降運用離脱 2017.03.31廃車 \| \| 種車 \| クハ111-351 \| モハ112-55 \| クモハ113-802 （モハ113-134） \| 吹田 1990.12.28 \| 2015年以降運用離脱 2017.03.31廃車 \| \| C05 \| 805 \| 805 \| 805 \| 鷹取 1991.08.10 \| 2021.3.13に運用離脱 2022.10.7廃車 \| \| 種車 \| クハ111-340 \| モハ112-111 \| クモハ113-801 （モハ113-135） \| 鷹取 1991.08.10 \| 2021.3.13に運用離脱 2022.10.7廃車 \| \| C06 \| 806 \| 806 \| 806 \| 吹田 1991.05.31 \| 2021.3.13に運用離脱 2021.4.28廃車 \| \| 種車 \| クハ111-339 \| モハ112-31 \| クモハ113-811 （モハ113-145） \| 吹田 1991.05.31 \| 2021.3.13に運用離脱 2021.4.28廃車 \| \| C07 \| 807 \| 807 \| 807 \| 松任 1991.03.05 \| 2021.3.13に運用離脱 2023.8.26廃車 \| \| 種車 \| クハ111-360 \| モハ112-30 \| クモハ113-812 （モハ113-148） \| 松任 1991.03.05 \| 2021.3.13に運用離脱 2023.8.26廃車 \| \| C08 \| 808 \| 808 \| 808 \| 吹田 1991.03.15 \| 2021.3.13に運用離脱 2023.8.26廃車 \| \| 種車 \| クハ111-338 \| モハ112-164 \| クモハ113-805 （モハ113-163） \| 吹田 1991.03.15 \| 2021.3.13に運用離脱 2023.8.26廃車 \| \| C09 \| 809 \| 809 \| 809 \| 松任 1991.08.28 \| 2021.3.13に運用離脱 2021.4.28廃車 \| \| 種車 \| クハ111-458 \| モハ112-168 \| クモハ113-806 （モハ113-175） \| 松任 1991.08.28 \| 2021.3.13に運用離脱 2021.4.28廃車 \| \| C10 \| 810 \| 810 \| 810 \| 吹田 1991.02.10 \| 2021.3.13に運用離脱 2023.7.11廃車 \| \| 種車 \| クハ111-417 \| モハ112-15 \| クモハ113-813 （モハ113-219） \| 吹田 1991.02.10 \| 2021.3.13に運用離脱 2023.7.11廃車 \| \| C11 \| 811 \| 811 \| 811 \| 松任 1991.06.10 \| 2020.12.23に運用離脱 2021.8.24廃車 \| \| 種車 \| クハ111-352 \| モハ112-18 \| クモハ113-814 （モハ113-230） \| 松任 1991.06.10 \| 2020.12.23に運用離脱 2021.8.24廃車 \| |              |                            |                               |                 |                                    |
| 備考 - （ ）内は新製時の車両番号 - 電動車ユニットは本系列化改造時にユニット組換を実施 - クモハ415-810・811のみ新製時から押込通風器を装備 - モハ414-804・810/クハ415-801・807は113系試作冷房改造車 |              |                            |                               |                 |                                    |
| 415系800番台編成表 |              |                            |                               |                 |                                    |
| | ← 金沢七尾 → |                            |                               |                 |                                    |
| 編成番号 | クハ415      | モハ414                    | クモハ415                     | 施工・竣工日    | 現状                               |
| C01 | 801          | 801                        | 801                           | 吹田 1990.10.13 | 2015年以降運用離脱 2016.03.31廃車  |
| 種車 | クハ111-52   | モハ112-801 （モハ112-69） | クモハ113-804 （モハ113-80）  | 吹田 1990.10.13 | 2015年以降運用離脱 2016.03.31廃車  |
| C02 | 802          | 802                        | 802                           | 吹田 1991.08.24 | 2021.3.8に運用離脱 2022.10.7廃車   |
| 種車 | クハ111-342  | モハ112-12                 | クモハ113-808 （モハ113-160） | 吹田 1991.08.24 | 2021.3.8に運用離脱 2022.10.7廃車   |
| C03 | 803          | 803                        | 803                           | 吹田 1991.07.29 | 2020.9.17に運用離脱 2021.8.24廃車  |
| 種車 | クハ111-382  | モハ112-66                 | クモハ113-810 （モハ113-115） | 吹田 1991.07.29 | 2020.9.17に運用離脱 2021.8.24廃車  |
| C04 | 804          | 804                        | 804                           | 吹田 1990.12.28 | 2015年以降運用離脱 2017.03.31廃車  |
| 種車 | クハ111-351  | モハ112-55                 | クモハ113-802 （モハ113-134） | 吹田 1990.12.28 | 2015年以降運用離脱 2017.03.31廃車  |
| C05 | 805          | 805                        | 805                           | 鷹取 1991.08.10 | 2021.3.13に運用離脱 2022.10.7廃車  |
| 種車 | クハ111-340  | モハ112-111                | クモハ113-801 （モハ113-135） | 鷹取 1991.08.10 | 2021.3.13に運用離脱 2022.10.7廃車  |
| C06 | 806          | 806                        | 806                           | 吹田 1991.05.31 | 2021.3.13に運用離脱 2021.4.28廃車  |
| 種車 | クハ111-339  | モハ112-31                 | クモハ113-811 （モハ113-145） | 吹田 1991.05.31 | 2021.3.13に運用離脱 2021.4.28廃車  |
| C07 | 807          | 807                        | 807                           | 松任 1991.03.05 | 2021.3.13に運用離脱 2023.8.26廃車  |
| 種車 | クハ111-360  | モハ112-30                 | クモハ113-812 （モハ113-148） | 松任 1991.03.05 | 2021.3.13に運用離脱 2023.8.26廃車  |
| C08 | 808          | 808                        | 808                           | 吹田 1991.03.15 | 2021.3.13に運用離脱 2023.8.26廃車  |
| 種車 | クハ111-338  | モハ112-164                | クモハ113-805 （モハ113-163） | 吹田 1991.03.15 | 2021.3.13に運用離脱 2023.8.26廃車  |
| C09 | 809          | 809                        | 809                           | 松任 1991.08.28 | 2021.3.13に運用離脱 2021.4.28廃車  |
| 種車 | クハ111-458  | モハ112-168                | クモハ113-806 （モハ113-175） | 松任 1991.08.28 | 2021.3.13に運用離脱 2021.4.28廃車  |
| C10 | 810          | 810                        | 810                           | 吹田 1991.02.10 | 2021.3.13に運用離脱 2023.7.11廃車  |
| 種車 | クハ111-417  | モハ112-15                 | クモハ113-813 （モハ113-219） | 吹田 1991.02.10 | 2021.3.13に運用離脱 2023.7.11廃車  |
| C11 | 811          | 811                        | 811                           | 松任 1991.06.10 | 2020.12.23に運用離脱 2021.8.24廃車 |
| 種車 | クハ111-352  | モハ112-18                 | クモハ113-814 （モハ113-230） | 松任 1991.06.10 | 2020.12.23に運用離脱 2021.8.24廃車 |